# Macroglossum aesalon
Macroglossum aesalon är en fjärilsart som beskrevs av Paul Mabille 1879. Macroglossum aesalon ingår i släktet Macroglossum och familjen svärmare. Inga underarter finns listade i Catalogue of Life.